# Рестрепо, Лаура
Лаура Рестрепо (исп. Laura Restrepo Casabianca, 1950, Богота) — колумбийская писательница и журналистка.

## Биография
Лаура Рестрепо родилась в 1950 году. Старшая из двух дочерей. В детстве часто переезжала с семьёй. В пятнадцать лет вернулась в Колумбию. Изучала философию и литературу в Андском университете, затем — политические науки. Преподавала литературу в Национальном университете. Включилась в политическую деятельность, занялась журналистикой. В 1983 году входила в комиссию по примирению между государством и повстанческим «Движением 19 апреля», рассказала о своем опыте в книге "История подъёма" (1986). В 1986—1989 годах жила в добровольной эмиграции в Испании и Мексике. В 2004 году назначена директором Института культуры и туризма, но отказалась от должности после получения премии издательства Альфагуара за роман "Бред".
Живет в Боготе и Мехико.

## Творчество
Автор нескольких романов, эссе, книг для детей. Книги Лауры Рестрепо переведены на многие языки мира.

### Романы
- Остров страсти/ La isla de la pasión (1989, исторический роман о событиях на острове Клиппертон)
- Леопард на солнце/Leopardo al sol (1993, премия архиепископа Сан-Клементе)
- Приятная компания/ Dulce compañía (1995, премия Хуаны Инес де Крус, премия France Culture за лучший зарубежный роман, опубликованный во Франции)
- Тайный брак/ La novia oscura (1999)
- Неприкаянная толпа/ La multitud errante (2001)
- Аромат невидимых роз/ Olor a rosas invisibles (2002)
- Бред/ Delirio (2004, о колумбийском наркотрафике, в событиях участвует наркобарон Пабло Эскобар; премия издательства Альфагуара, премия Гринцане Кавур)
- Слишком много героев/ Demasiados héroes (2009, англ. пер. 2010)
- Ангел из Галилеи (2010)
- Hot Sur (2012)

### Публикации на русском языке
- Леопард на солнце. СПб: Амфора, 2004
- Ангел из Галилеи. М.:Астрель:CORPUS,2011